# Corporate Express
Corporate Express (voorheen Buhrmann) was een van 's werelds grootste leveranciers van kantoorartikelen aan bedrijven en organisaties. Het hoofdkantoor van de onderneming bevond zich in Amsterdam. Corporate Express is overgenomen door het Amerikaanse bedrijf Staples Inc..

## Geschiedenis
Van oorsprong was het bedrijf een papierhandel, opgericht in 1866 door George Hendrik Bührmann en zijn vader. Na een fusie begin van de twintigste eeuw met branchegenoot Gerard Loeber werd de combinatie de NV Algemene Papiermaatschappij Gerald Loeber-G.H.Bührmann genoemd, kortweg Alpamij. In 1921 splitste de onderneming zich weer en werd de familienaam Bührmann weer in ere hersteld.
In 1963 fuseerde Bührmann met het grafisch handelsbedrijf Tetterode. Er volgen vele overnames ook zoals onder andere:
- 1970 strokartonfabriek Hollandia in Coevorden
- 1971 Papierfabriek Roermond van papierconcern Enso-Gutzeit
- 1973 kartonfabriek Beukema en Co uit Hoogezand
- 1976 Ceres uit Oude Pekela
- 1981 Dollard Karton te Nieuweschans

In 1989 ontstond de divisie Triton Karton uit Hollandia, Ceres en Dollard Karton
Toen de onderneming Bührman-Tetterode in 1993 fuseerde met papierfabrikant KNP en papierhandelshuis VRG (Van Reekum-Gepacy Papier) werd het bedrijf omgedoopt in KNP BT. In 1997 werd de fabrieken in Maastricht, Lanaken en Nijmegen, de papieractiviteiten van KNP-BT overgenomen door South African Pulp & Paper Industry, SAPPI.  Na verkoop van dochter KNP werd het bedrijf weer Buhrmann genoemd, ditmaal zonder umlaut. In 1998 werd de golfkarton en massiefkarton verzelfstandigd door een management buy-out tot Kappa Packaging. In 2003 werd de divisie Paper Merchanting verkocht (voormalig VRG) aan het Australische Paperlinx. 
In april 2007 werd de naam van het bedrijf veranderd in Corporate Express. De omzet uit producten van het eigen merk, verkocht onder die naam, bedroeg meer dan 1 miljard euro op jaarbasis. Een andere reden lijkt het feit te zijn dat de naam Buhrmann voor beleggers synoniem is aan teleurstellende resultaten.

## Activiteiten
Als internationale business services- en distributiegroep was Corporate Express mondiaal de belangrijkste leverancier van kantoorproducten en grafische systemen voor de zakelijke markt. Door moderne internettechnologie te koppelen aan logistieke processen distribueerde Corporate Express deze producten op een efficiënte wijze. Het aandeel van de internet verkopen in de totale omzet nam sterk toe. Onder beleggers had het bedrijf een beroerde reputatie, omdat topman Frans Koffrie ongekend vaak met winstwaarschuwingen de markt verrast heeft. Frans Koffrie stapte op in oktober 2007 en hij werd opgevolgd door Peter Ventress.
De onderneming had met zijn Office Products Divisie het grootste aandeel in de zakelijke markt van kantoorproducten in Noord-Amerika en Australië. In Europa nam Corporate Express de tweede positie in na de Franse concurrent Lyreco. Daarnaast was het bedrijf Europees marktleider in de distributie van grafische systemen.
In 2007 bedroeg de jaaromzet 5,6 miljard euro. De onderneming bood werk aan bijna 18.000 medewerkers in 21 landen.

## Overname
Het Amerikaanse bedrijf Staples Inc., de grootste detailhandel ter wereld van kantoorproducten, heeft verscheidene pogingen gedaan om Corporate Express over te nemen. In februari 2008 bood het €7,25 per aandeel en dit werd later verhoogd naar €8 per aandeel. Corporate Express wees beide biedingen af. Om de overname te frustreren had Corporate Express nog een fusieovereenkomst gesloten met Lyreco. Corporate Express was bereid hiervoor 1,73 miljard euro te betalen. Staples verhoogde het bod voor de tweede keer. De raad van bestuur van Corporate Express kondigde op 11 juni 2008 aan dat het het meest recente bod van Staples van € 9,25 per aandeel aanneemt. De overname van Lyreco werd opgezegd. De overname is goedgekeurd door een meerderheid van de aandeelhouders van Corporate Express en afgerond in augustus 2008.
Corporate Express-topman Peter Ventress werd topman van Staples International, waar de activiteiten van Staples buiten de Verenigde Staten en Canada onder vallen. De twee bedrijven hadden in 2007 een gezamenlijk omzet van 18 miljard euro in 28 landen, en telde ruim 94.000 medewerkers.
Op 18 oktober 2023 sprak de rechtbank het failliet uit van Staples Nederland.